# Ethnobiologie
L'ethnobiologie est une discipline de l'anthropologie qui étudie les relations culturelles passées ou présentes entre le monde du vivant, végétal ou animal, et l'humain.
Elle est constituée de plusieurs branches :
- L'ethnobotanique
- L'anthropozoologie et ethnozoologie, l'archéozoologie
- L'ethnopharmacologie
- L'ethnoentomologie
- L'ethnomycologie
- L'ethnoécologie
- L'ethnotaxonomie (en)